# Tamara Danz
Lenore Tamara Danz (* 14. Dezember 1952 in Winne (heute zu Breitungen/Werra, Landkreis Schmalkalden-Meiningen); † 22. Juli 1996 in Berlin) war eine deutsche Sängerin. Die Frontfrau der Gruppe Silly avancierte zu einer der namhaftesten Rocksängerinnen der DDR und wurde international bekannt.

## Leben
Tamara Danz, Tochter einer Kindergärtnerin und eines Maschinenbauingenieurs und späteren Handelsrats, verbrachte aufgrund der Arbeit ihres Vaters einen Teil ihrer Kindheit in der bulgarischen Hauptstadt Sofia, wo sie eine russischsprachige Schule besuchte, und in Rumänien. In Ost-Berlin ging sie zunächst in die EOS „Heinrich Hertz“ in Adlershof und wechselte dann an die EOS „Klement Gottwald“ in Treptow, an der sie 1971 das Abitur ablegte. An dieser Schule sang sie in der Schulband Die Cropies, die von ihrem damaligen Freund Uwe Kropinski geleitet wurde. 1971 begann sie ein Studium der Philologie und Germanistik an der Humboldt-Universität zu Berlin, um Sprachmittler (Dolmetscher) zu werden. Ihr Studium brach sie nach sieben Monaten ab. Ihre Bewerbung an der Hochschule für Musik „Hanns Eisler“ Berlin wurde 1973 abgelehnt. Sie sang weiter bei mehreren Bands, darunter beim Oktoberklub. Von 1974 bis 1976 hatte sie ihr erstes Engagement als Sängerin bei einer professionellen Rockband, der Horst Krüger Band, zusammen mit Heinz-Jürgen Gottschalk, Michael Schwandt und Bernd Römer. Nach dreijähriger Ausbildung erhielt sie 1977 ihren Berufsausweis an der Musikschule Friedrichshain.
1978 stieß Tamara Danz zur Familie Silly, die sich 1980 in Silly umbenannte. Danz wurde 1981, 1983, 1985 und 1986 von Kritikern der DDR-Musikszene zur „Besten Rocksängerin des Jahres“ gewählt. 1981 holte sie Ritchie Barton zu Silly, mit dem sie auch zusammenlebte. Zu dieser Zeit gab Silly 150 Konzerte im Jahr.
1986 war Danz Sängerin der Allstar-Band Gitarreros, wo sie Uwe Hassbecker kennenlernte, mit dem sie zusammenkam und der auch zu Silly kam. Der als Liebespartner verlassene Barton blieb in der Band.
Am 18. September 1989 war sie Mitinitiatorin und Erstunterzeichnerin der „Resolution von Rockmusikern und Liedermachern“ an die DDR-Regierung, in der die Zulassung oppositioneller Gruppen und politische Reformen gefordert wurden. Danz verlas den Text verbotenerweise in den Konzerten. Am 12. November 1989 nahm Silly am „Konzert für Berlin“ in der Deutschland-Halle teil. Danz gehörte zu den Erstunterzeichnern des am 28. November 1989 veröffentlichten Aufrufs „Für unser Land“, der eine eigenständige Entwicklung der DDR forderte. 1990 arbeitete sie dann an verschiedenen „runden Tischen“ zur Reform der DDR mit. 1993 war sie Mitbegründerin der „Komitees für Gerechtigkeit“.
Für das 1993 erschienene Silly-Album Hurensöhne schrieb sie erstmals die Mehrzahl der Texte, für das im März 1996 erschienene Album Paradies war sie alleinige Texterin. An beiden Alben wirkte sie auch als Produzentin mit. 1994 gründete Danz mit weiteren Silly-Musikern das Danzmusik Studio in Münchehofe bei Berlin.

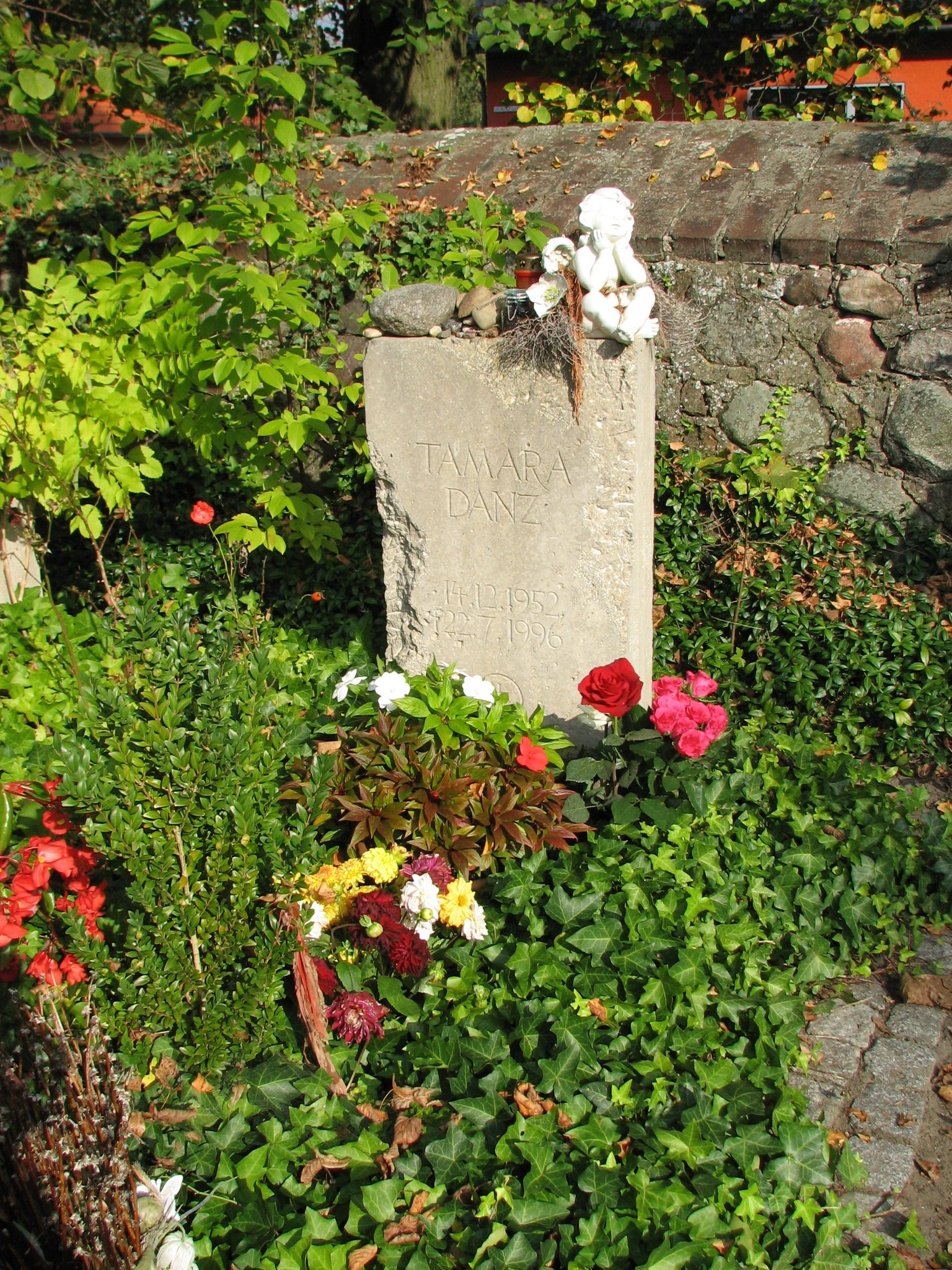
Grab von Tamara Danz auf dem Friedhof Münchehofe

1995 wurde bei Tamara Danz Brustkrebs diagnostiziert. Im März 1996 heiratete sie ihren Partner und Bandkollegen Uwe Hassbecker. Sie starb im Juli 1996 und wurde auf dem Friedhof in Münchehofe beerdigt. Dabei hielt Gregor Gysi die Grabrede.

## Studioalben (mit Silly)
- 1981: Tanzt keiner Boogie
- 1983: Mont Klamott
- 1985: Liebeswalzer
- 1986: Bataillon d’Amour
- 1989: Februar
- 1993: Hurensöhne
- 1996: Paradies

## Ehrungen

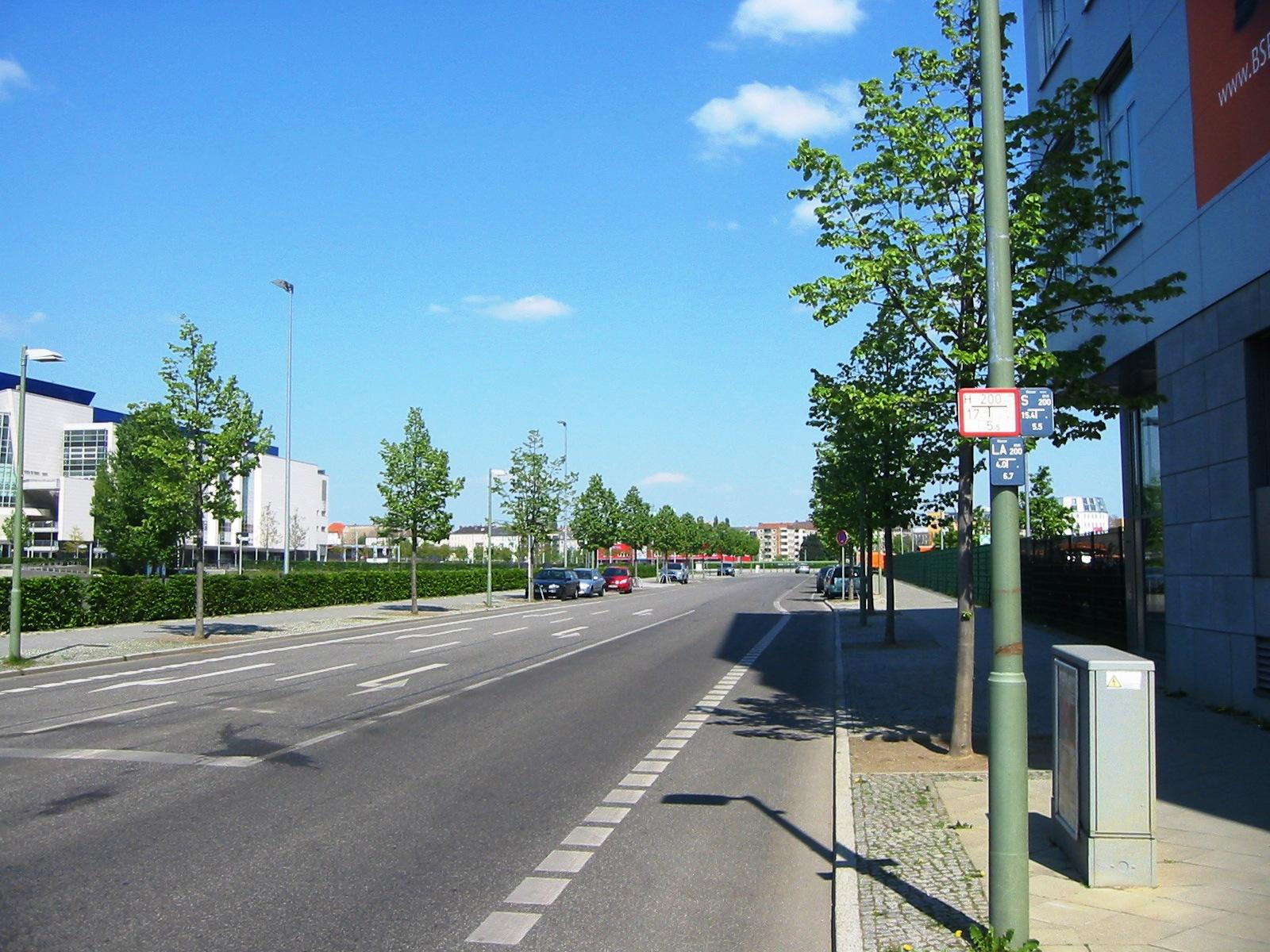
Tamara-Danz-Straße in Berlin

- Tamara Danz zu Ehren veröffentlichte die Band City 2004 das Lied Tamara.
- Im Berliner Ortsteil Friedrichshain wurde nach dem Vorschlag einer Arbeitsgruppe der Bezirksverordnetenversammlung eine Straße nahe dem Ostbahnhof, an der heutigen Uber-Arena, am 16. November 2006 nach Tamara Danz benannt.[9][10]
- In Danz’ Geburtsort Breitungen/Werra gibt es seit dem 11. Dezember 2012 ebenfalls eine Tamara-Danz-Straße.

## Filme
- Drei Gänge – Deutsche Identitäten. Feature, 45 Minuten, Buch und Regie: Rainer B. Jogschies, Produktion: Norddeutscher Rundfunk, Erstausstrahlung: 8. Dezember 1994; mit Tamara Danz, Volkhard Knigge, Detlef Hoffmann, Ludwig van Beethoven, Silke Wenk, Annette Berr.
- Tamara Danz – Asyl im Paradies. Dokumentation, 45 Minuten, Buch und Regie: Alfred Roesler-Kleint und Peter Kahane, Produktion: Rundfunk Berlin-Brandenburg, Erstausstrahlung: 13. Juli 2006; Kinofassung 90 Minuten.
- Legenden - Ein Abend für Tamara Danz. Zum 70. Geburtstag von Tamara Danz. Dokumentation, 90 Minuten, Erstausstrahlung 2021.

## Musical
- Am 29. September 2018 wurde mit der Uraufführung an den Uckermärkischen Bühnen in Schwedt mit dem Musical „Tamara“ das Leben und Wirken der Sängerin gewürdigt.[11]